# Mountainman
Mountainman war ein Ultramarathon in der Schweiz und führte vom Trüebsee auf den Pilatus.
Von 2010 bis 2018 – immer zur selben Jahreszeit Ende August – vom «Verein BergArena» ausgetragen, war er mit einer Streckenlänge von über 80 Kilometern und rund 5000 Höhenmetern der anspruchsvollste Bergmarathon in der Schweiz und zählte zu den Anspruchsvollsten in Europa.

## Strecke
Die gesamte Route verläuft mit wenigen Ausnahmen auf bestehenden Naturwegen. Gestartet wird am Trüebsee am Fusse des Titlis. Der erste Aufstieg zum Jochpass folgt nach rund einem Kilometer. Danach über die Tannalp zum Balmeregghorn und von dort ins Berner Oberland zur Planplatten. Weiter über Käserstatt zum Gibel und von dort runter zum tiefsten Punkt am Brünigpass, gefolgt vom steilsten Anstieg hinauf zum Lungern-Schönbüel. Weiter durch 30 km Moorlandschaft und zum finalen Aufstieg Richtung Pilatus Kulm.

### Alternative Bewerbe
Es besteht auch die Möglichkeit, die Strecke auf verkürzter Strecke oder im Team zu bestreiten:
- Mountainman Marathon: späterer Einstieg, somit 42,195 km und 2561 Höhenmeter
- Mountainman Marathon 2x2: die verkürzte Strecke zu zweit
- Mountainman Ultra 2x2: die Ultra-Strecke zu zweit
- Mountainman Ultra 4x4: die Ultra-Strecke zu viert

## Reglement
Das Reglement entstand in Anlehnung an das Reglement des Ultra-Trails Du Mont-Blanc. So gibt es eine eigene Ethik sowie die Vorschrift, dass über die gesamte Strecke eine Pflichtausrüstung (Notverband, Pflaster, langes Oberteil und lange Hose, Mobiltelefon) zu tragen ist.

## Statistik
Durch kleine Streckenanpassungen sind die Zeiten nur bedingt miteinander vergleichbar.

### Siegerlisten

#### Mountainman Ultra
| Jahr                    | Männer               | Zeit    | Frauen                  | Zeit     |
| ----------------------- | -------------------- | ------- | ----------------------- | -------- |
| 2017                    | Josef Vogt (SWI)     | 7:47:46 | Rojina Bhandari (NP)    | 9:02:57  |
| 2016                    | Iwan Schwarz (SWI)   | 8:19:19 | Sophie Andrey (SWI)     | 9:03:44  |
| 2015                    | Iso Stadelmann (SWI) | 8:30:29 | Sophie Andrey (SWI)     | 9:07:46  |
| 2014                    | Urs Jenzer (SWI)     | 8:36:51 | Anita Lehmann(SWI)      | 10:05:16 |
| 2013                    | Urs Jenzer (SWI)     | 8:30:09 | Isabella Allemann (SWI) | 10:24:30 |
| 2012                    | Ueli Schneider (SWI) | 9:31:51 | Denise Zimmermann (SWI) | 10:40:34 |
| 2011                    | Hug Bernhard (SWI)   | 9:06:07 | Anita Lehmann (SWI)     | 10:29:17 |
| 2010 (in Gegenrichtung) | Urs Jenzer (SWI)     | 8:23:05 | Anita Lehmann (SWI)     | 9:45:52  |

#### Mountainman Marathon
| Jahr | Männer                   | Zeit    | Frauen                   | Zeit    |
| ---- | ------------------------ | ------- | ------------------------ | ------- |
| 2017 | Lois Durrer (SWI)        | 5:04:50 | Sonja Gubler (AUT)       | 5:44:51 |
| 2016 | Walter Manser (SWI)      | 4:26:24 | Franziska Inauen (SWI)   | 5:16:21 |
| 2015 | Christoph Schnider (SWI) | 4:52:10 | Franziska Inauen (SWI)   | 5:16:02 |
| 2014 | Armin Lois Durrer (SWI)  | 4:09:19 | Franziska Innauer (SWI)  | 4:43:54 |
| 2013 | Armin Lois Durrer (SWI)  | 4:36:12 | Fränzi Inauen (SWI)      | 5:06:47 |
| 2012 | Armin Lois Durrer (SWI)  | 4:49:37 | Domenica Wojnowski (SWI) | 5:50:00 |
| 2011 | Martin Schmid (SWI)      | 4:17:18 | Stefanie Minnig(SWI)     | 5:10:49 |
| 2010 | Bachmann Beat (SWI)      | 3:52:00 | Mathis Carmen(SWI)       | 4:23:10 |

## Sonstiges
Die Veranstaltung ist Preisträger des Prix Ecosport 2010 – Umweltpreis für Sportveranstalter, vergeben durch die swiss olympic.
Für eine Teilnahme am Ultra-Trail Du Mont-Blanc werden für den Mountainman Ultra drei und für den Mountainman Marathon einer von sieben notwendigen Punkten angerechnet.
Die erste Schweizermeisterschaft Trail Running über die Ultra-, Marathon- und Halbmarathon-Distanz fand im Rahmen des 4. Mountainman am 17. August 2013 statt.
Der Mountainman in der Schweiz wurde letztmals 2018 durchgeführt. Er ist nicht zu verwechseln mit dem MOUNTAINMAN Trail.Run.Hike, der Trailrunning- und Hiking-Serie in Deutschland und Österreich.